# Llywelyn ap Gruffydd

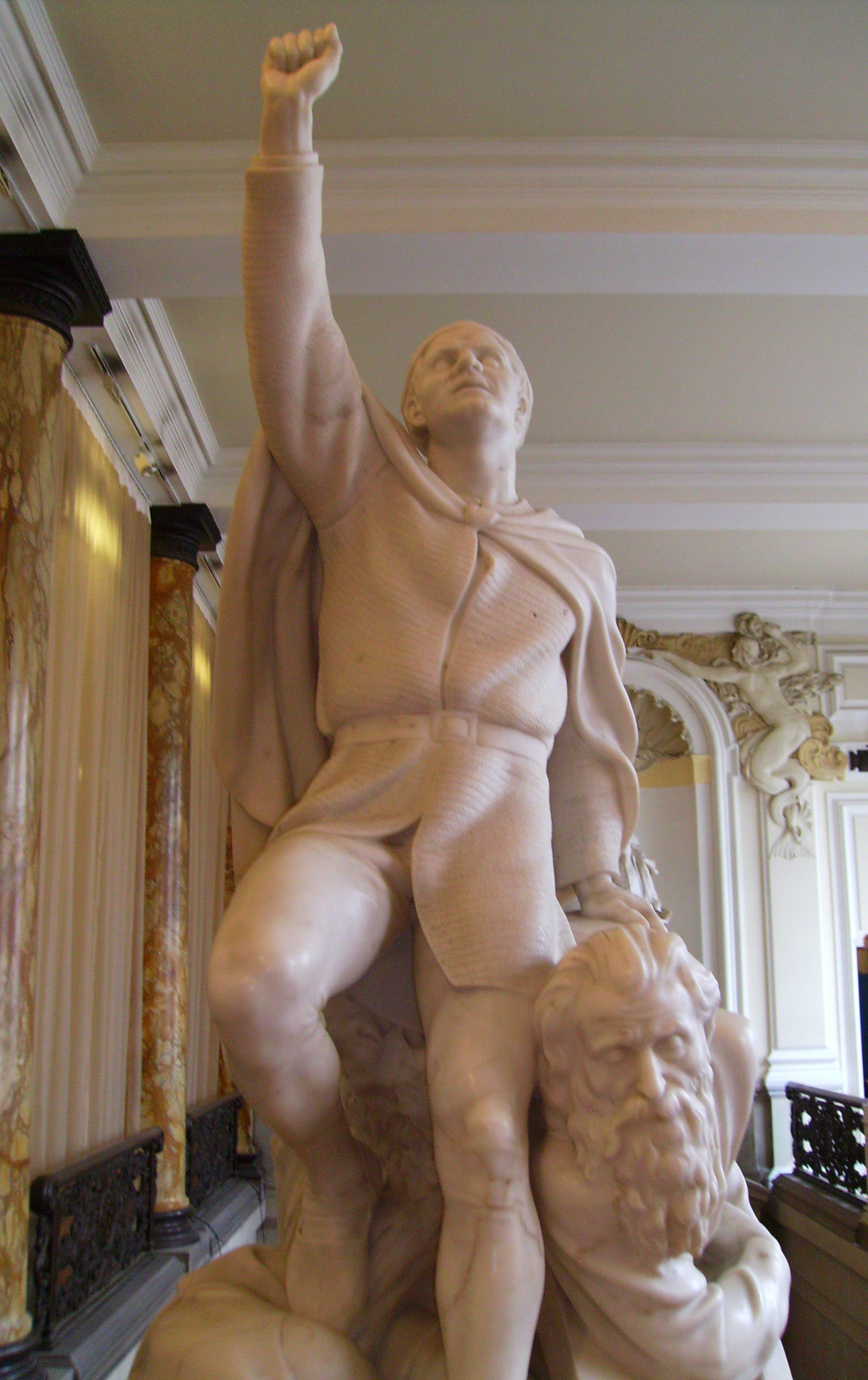
Standbeeld van Llywelyn in het stadhuis van Cardiff

Llywelyn ap Gruffydd (circa 1240 – 11 december 1282) was de laatste onafhankelijke prins van Wales vóór de verovering door Eduard I van Engeland. In het Welsh is hij ook wel bekend als Llywelyn Ein Llyw Olaf, 'Llywelyn de Laatste Leider', en in het Engels als Llywelyn the Last.
Hij was een van de vier zonen van Gruffydd, de onwettige zoon van Llywelyn de Grote. Het is niet helemaal duidelijk of Llywelyn de tweede of derde zoon was, maar zeker is dat hij niet de oudste was. Hij eiste de macht op in het vorstendom Gwynedd in 1258 na zijn ooms en zijn oudere broer daarvoor aan de kant te hebben geschoven en nam de titel Prins van Wales aan. Deze titel was tot dan toe onbekend, maar hij werd wel als zodanig erkend door Hendrik III van Engeland in het Verdrag van Montgomery van 1267. Zijn aanspraken maakten hem echter vooral bij de leiders van Zuid-Wales niet erg geliefd.
Hoewel hij een kundig veldheer was, was hij politiek niet zo handig als zijn grootvader. Hij zag bijvoorbeeld niet in dat de voortzetting van zijn bondgenootschap met Simon van Montfort onnodig koning Eduard I van Engeland tot zijn vijand maakte.
Toen hij in het huwelijk trad met Simons dochter Eleonora van Montfort greep Eduard in door het schip waarin zij uit Frankrijk aankwam te onderscheppen en haar in Windsor gevangen te zetten tot Llywelyn enige concessies deed. Uiteindelijk trouwde het paar in Worcester in 1278.
In Wales mochten buitenechtelijke kinderen wel opvolgen, maar Llywelyn had - ongebruikelijk voor een vorst in die eeuwen - geen buitenechtelijke kinderen. In 1282 schonk Eleanora het leven aan een dochter Gwenllian, maar stierf in het kraambed. De gebeurtenis had grote emotionele gevolgen voor de vorst. Zijn jongste broer Dafydd maakte misbruik van de situatie door een aanval op de Engelsen te doen. Llywelyn voelde zich gedwongen zijn broer te helpen en zo begon een oorlog waar Wales slecht op voorbereid was. Llywelyn liep in een hinderlaag bij Builth Wells in Brecknockshire en sneuvelde. Zonder zijn leiderschap zakte het verzet van de Welshmen snel ineen. Dafydd, die zichzelf tot opvolger had uitgeroepen, moest vluchten, werd verraden en uitgeleverd aan Eduard I die hem terecht liet stellen. Zijn vrouw en zoons eindigden hun leven in gevangenschap en de baby Gwenllian werd naar een klooster gestuurd.
- Bibliothèque nationale de France: cb12091987x (data)
- Gemeinsame Normdatei: 119009218
- International Standard Name Identifier: 0000 0000 7859 8488
- Library of Congress Control Number: n83329061
- Nationale Bibliotheek van Israël: 987007419586705171
- Système universitaire de documentation: 08057825X
- Virtual International Authority File: 30337673
- WorldCat: E39PBJmp9Hf3bvHg8WXPr7vvHC